# Saugerties
Ne doit pas être confondu avec Saugerties (village, New York).
Saugerties est une ville du comté d'Ulster dans l'État de New York, située sur la rive de l'Hudson
La population était de 19 482 habitants en 2010.